# DNA-Replikation-lizenzierender Faktor
Mcm6 (ausführlich: DNA-Replikation-lizenzierender Faktor Mcm6) ist ein Protein, dessen Anwesenheit im Zellkern von Eukaryoten notwendig ist, um die DNA-Replikation einzuleiten: Nach der G1-Phase der Zellzyklus bindet Mcm6 an das Chromatin; dies scheint notwendig zu sein, um eine mehrmalige Replikation der DNA zu vermeiden.
Außerdem ist Mcm6 Bestandteil des MCM-Komplexes, der als Helikase für die Entdrillung der DNA vor der Replikation zuständig ist. Ein Intron des MCM6-Gens ist in Position als Promoter für das nachfolgende LCT-Gen (Lactase); manche Varianten von Mcm6 sind daher verantwortlich für erbliche Laktoseintoleranz, insbesondere für die diesbezüglichen großen Unterschiede zwischen europäischen und nicht-europäischen Populationen.
Proliferierende Hodgkin-Lymphom-Zellen und andere Krebs-Zelllinien weisen einen hohen Gehalt an Mcm6 auf.